# 花生酱

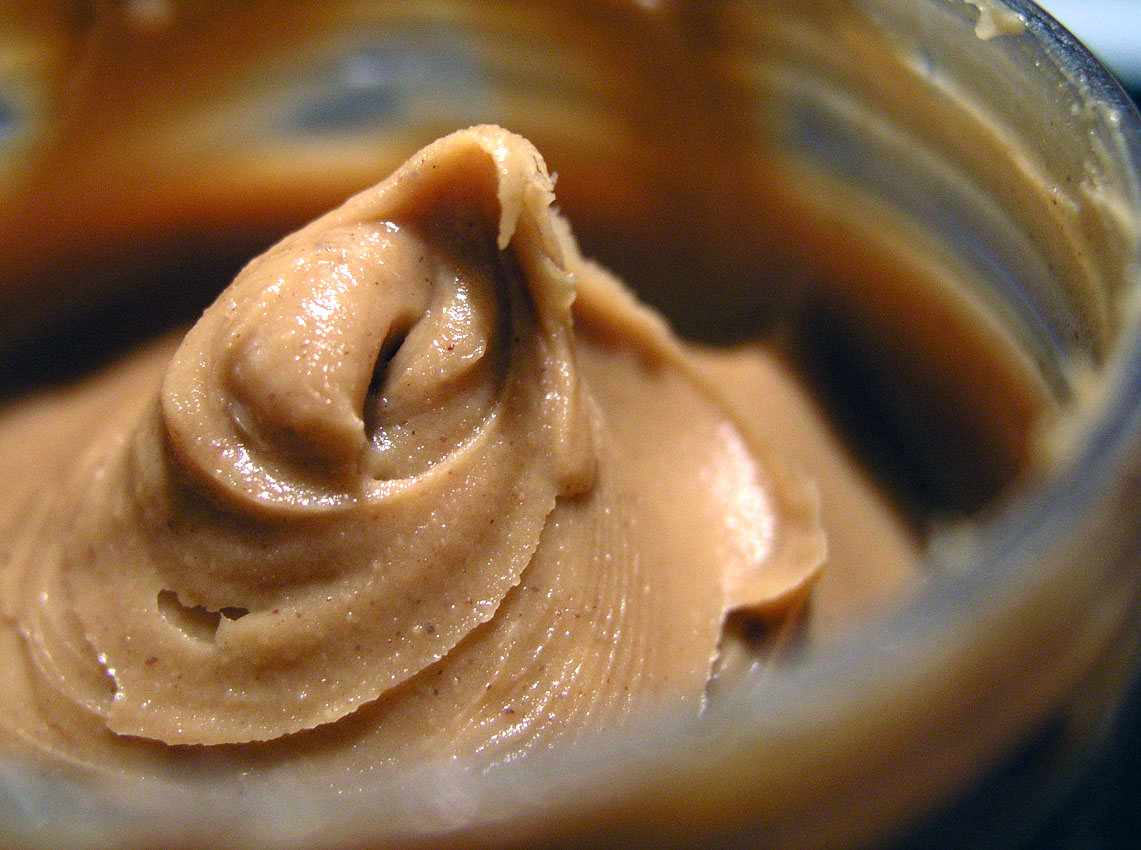
花生醬

花生酱是一种食物，其主要成分是花生。有些食用方法是將其塗在麵包上，或是加入醬汁中作為調味料。一般分為幼滑及粗粒兩種，粗粒裝是在製作好的花生醬中再加入花生顆粒，以增加其口感，另外亦有加入蜜糖、巧克力等做成不同口味，但不常見。
花生醬的製作方法是將乾燥過的花生仁以160℃左右的溫度炒過，接著大略去除皮及胚芽，加入1-3%的食鹽以及砂糖、油脂打碎並攪拌均勻。有些還會加入玉米粉、澱粉或其他香料。

## 起源傳播
花生醬最早的傳聞是源自阿茲特克族，他們將烘烤過的花生用成醬，作為牙痛病人的藥。1884年居住加拿大的英國籍藥劑師Marcellus Gilmore Edson，將花生加砂糖等製成醬狀，為了讓無法咀嚼只能吃軟的食物的病人能夠吃得到營養。之後美國醫師John Harvey Kellogg進一步用熬煮的方式改良。現在吃到滑順口感的花生醬則是由美國食品商人Joseph L. Rosefield研發的技術讓花生醬均質化混合均勻使口感變好。而花生醬是第二次世界大戰時提供給美軍的營養補給品，在戰後美援下台灣人也開始接觸到花生醬，把花生醬用到麵包等食品裡頭。花生醬是美國生活所不可或缺的食品，更有首跟其有關的童歌「花生被火車壓成花生醬（A peanut sat on a railroad track）」。 

## 營養價值
花生醬是很好的蛋白质來源（>19％每日建議量），另包括膳食纖維，維生素E，泛酸，菸酸和維生素B6，还富含膳食礦物質 錳，鎂，磷，鋅和銅。